# Townhall-möte
Ett townhall-möte (från engelskans "town hall meeting", "town hall forum" eller bara "town hall") är en mötesform med rötter i Nordamerika där politiker möter sina väljare för att diskutera ämnen, lagstiftning eller regleringar.
Även om det kan översättas ungefärligen till svenskans rådhusmöte och ofta hålls i rådhuset eller kommunhuset, är det inte ovanligt att de hålls i andra typer av lokaler än dem, till exempel en skola, ett bibliotek, eller en kyrka. Det förekommer även digitala format.
Historiskt har det inte funnits några regler eller riktlinjer som definierar ett townhall-möte, och alla möten som tillåter att väljarna interagerar med en politiker kan kallas för ett townhall-möte.

## I USA
I USA är "town hall meetings" ett vanligt sätt för nationella politiker att hålla kontakten med sina väljare när de besöker sina hemdistrikt.